# USS John F. Kennedy (CV-67)
«Джон Кеннеді» (англ. USS John F. Kennedy (CV-67)) — американський авіаносець типу «Кітті-Хок». Названий на честь 35-го президента США
Джона Фіцджеральда Кеннеді.

## Історія створення
Авіаносець «Джон Кеннеді» був закладений 22 жовтня 1964 року на корабельні Newport News Shipbuilding у місті Ньюпорт-Ньюс, штат Вірджинія під індексом CVA-67. Спочатку планувалось, що «Джон Кеннеді» буде авіаносцем з ядерною силовою установкою, але пізніше проєкт було змінено, і корабель був збудований зі звичайною паротурбінною силовою установкою. На відміну від інших авіаносців типу «Кітті-Хок», «Джон Кеннеді» будувався за модернізованою програмою 127С. У проєкт було внесено ряд суттєвих змін, і в результаті корабель утворив власний підтип авіаносця. Зокрема, його острівна надбудова відрізняється від інших кораблів типу «Кітті-Хок» кутовою формою димоходу для відводу диму та газів з політної палуби. Крім того, «Джон Кеннеді» є на 5,2 м коротший за інші кораблі свого класу.
Авіаносець був спущений на воду 27 травня 1967 року, вступив у стрій 7 вересня 1968 року.

## Історія служби

### Початок служби
Після вступу у стрій «Джон Кеннеді» увійшов до складу Атлантичного флоту США та базувався у Норфолку (штат Вірджинія). 
Авіаносець ніс службу переважно у Середземному морі (у 1970-тіроки здійснив 7 походів у європейські води). Корабель ніс патрульну службу у складі 6-го флоту США під час кризи в Йорданії (вересень 1970 року), заворушень у Лівані (травень 1973 року), та арабо-ізраїльської війни (жовтень 1973 року).
З березня 1974 року по березень 1975 року Джон Кеннеді» пройшов ремонт та модернізацію у Норфолку, 1 лютого 1974 року був перекласифікований у CV-67.
27 жовтня 1975 року авіаносець прикривав евакуацію американських громадян з Бейруту під час громадянської війни в Лівані.
22 листопада 1975 року «Джон Кеннеді» зіткнувся з ракетним крейсером «Белкнап», внаслідок чого крейсер отримав значні пошкодження, 7 осіб загинуло, 47 отримало поранення.
14 вересня 1976 року авіаносець зіткнувся з міноносцем «Борделон», завдавши йому таких пошкоджень, що наступного, 1977 року есмінець був виключений зі складу флоту. Через ці інциденти авіаносець отримав прізвисько «Консервний ніж» (англ. Can Opener). Того ж дня, літак F-14 через проблеми з катапультою, упав у воду при запуску. Пілоти встигли катапультуватись, і хоч отримали поранення, проте залишились живими.
Протягом 1978-1979 років авіаносець пройшов ремонт та модернізацію у Норфолку. Під час ремонтних робіт на кораблі декілька разів виникали пожежі, що призвели до жертв.

### 1980-1990-ті роки

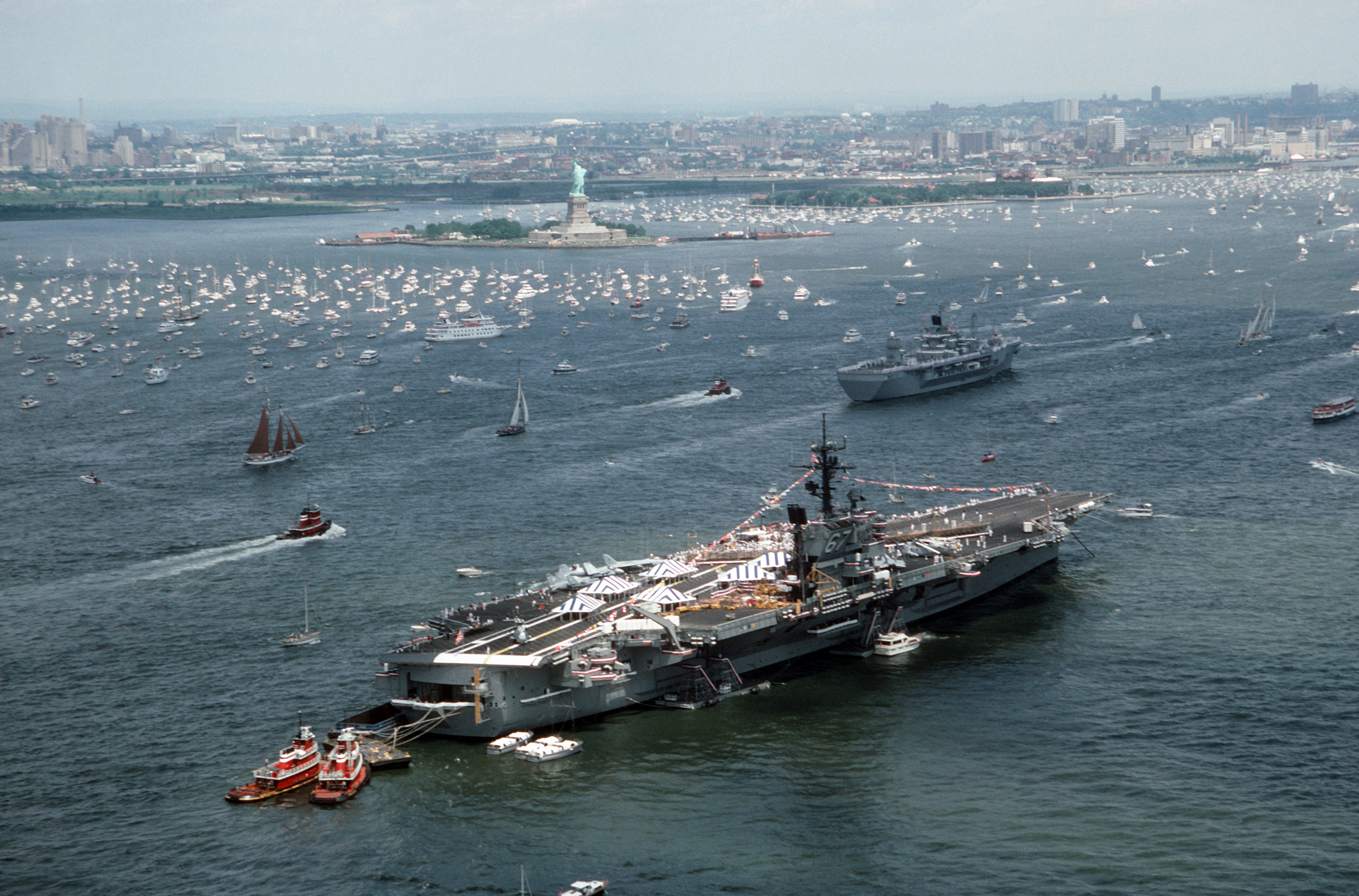
«Джон Кеннеді» в Нью-Йорку, 4 липня 1986 року

У 1981 році авіаносець здійснив перше плавання в Індійський океан, після чого знову служив на Середземному морі. Після чергового ремонту у Норфолку (1984—1985 роки) «Джон Кеннеді» змінив авіаносець «Америка» у ролі флагмана 6-го флоту.
4 січня 1989 року, під час 12-го походу на Середземне море, літаки F-14A з «Джона Кеннеді» збили 2 лівійські винищувачі МіГ-23.
З 15 серпня 1990 року по 28 березня 1991 року авіаносець з авіагрупою CVW-3 брав участь в операції «Буря в пустелі». Його літаки здійснили 2 895 вильотів, 114 бомбардувань іракських цілей.
Під час 14-го походу у Середземне море (07.10.1992—07.04.1993) авіаносець був приведений у повну бойову готовність у зв'язку із загостренням ситуації в Іраку (січень 1993 року), а потім підтримував війська ООН в Боснії (з 25 лютого 1993 року).
Протягом 1993-1995 років авіаносець пройшов ремонт та модернізацію. З вересня 1995 року базувався у Мейпорті (Флорида). Протягом квітня-жовтня 1997 року здійснив плавання у Середземне море.
У 1999 році здійснив чергове, 16-те плавання у Середземне море з авіагрупою CVW-1, потім перехід у Перську затоку, де брав участь у бомбардуванні військових об'єктів на півдні Іраку.

### Завершення служби
Після терористичних атак 11 вересня 2001 року авіаносець «Джон Кеннеді» та його кораблі супроводження взяли участь в операції «Noble Eagle» із захисту повітряного простору країни вздовж атлантичного узбережжя. 
У 2002 році авіаносець взяв участь в операції «Нескорена свобода» проти бойовиків Талібану та Аль-Каїди на території Афганістану, скинувши за 6 місяців 31 000 тонну авіабомб. 
«Джон Кеннеді» був найдорожчим у обслуговуванні американським авіаносцем. Скорочення бюджету змусило ВМС США ухвалити рішення відправити корабель у відставку. 
1 квітня 2005 року командування ВМС США формально оголосило, що запланований 15-місячний ремонт корабля скасовується.
23 березня 2007 року авіаносець був виключений зі складу флоту. На цю мить він перебуває у Філадельфії.
У подальших планах є перетворення авіаносця на музей.

## У популярній культурі
- У 7-ій серії (The State Dinner) 1-го сезону американського серіалу «Західне крило» (англ. The West Wing) ураган, що рухається на Джорджію, змінює свій курс та накриває авіаносець та його ударну групу, в якій було більше 12 000 моряків.
- Авіаносець знімався у фільмі «Швидкість 2» (англ. Speed 2: Cruise Control).
- Авіаносець показали у фільмі «Морські котики» (англ. Navy SEALs).
- У фільмі-катастрофі «2012» авіаносець «Джон Кеннеді» зображений у сцені руйнування Вашингтона, коли він був викинутий гігантським цунамі на Білий дім
- У фільмі «Падіння Олімпу» авіаносець «Джон Кеннеді» залучений у складі 7-го флоту США біля берегів Північної Кореї.